# United Paramount Network
United Paramount Network  (förkortat UPN) var en amerikansk TV-kanal som ägdes av CBS Corporation. UPN började sända 16 januari 1995.

Bolaget slogs 2006 samman med WB Television Network i TV-nätverket The CW.